# Hippie (etimología)
Según el lexicógrafo Jesse Sheidlower, el principal editor estadounidense del Oxford English Dictionary (Diccionario Oxford de Inglés), el término hipster y hippie derivan de la palabra hip, cuyo origen permanece aún desconocido. La palabra “hip” y “hep” surgieron a principios del siglo XX y se difundieron rápidamente, haciendo su primera aparición en el Oxford English Dictionary en 1904. En ese momento, las palabras eran utilizadas para significar; conciencia y en el saber.

## Idioma wólof
En la década de 1960, el académico en lenguas africanas David Dalby popularizó la idea de que algunas palabras utilizadas en Estados Unidos pudieran tener origen en contrapartes de África occidental. Dalby afirmaba que hipi (una palabra en idioma wólof que significaba para abrir los ojos) era el origen de "hip" y "hep". Sin embargo, Sheidlower no está de acuerdo en esta afirmación.

## Hip, hipster y hippie
Se concluye que una persona hip, hipster o hippie, es alguien conocedor de los últimos desarrollo o corrientes, tal como "I'm hip to that" que sería; soy consciente de ello. Igualmente es a menudo utilizado como verbo en estos días, como en la frase, "I'm hipping you, man", que significaría; te estoy haciendo sabio, hombre.
- Datos: Q5768327